# Monumento a la Revolución (México)
El Monumento a la Revolución es una obra arquitectónica y un mausoleo dedicado a la conmemoración de la Revolución mexicana. Es obra del arquitecto Carlos Obregón Santacilia, quien tomó la estructura de la Sala de los Pasos Perdidos del malogrado Palacio Legislativo Federal del arquitecto francés Émile Bénard para edificar el monumento, concluido en 1938. Actualmente es uno de los más simbólicos en la Ciudad de México, y forma parte de un conjunto integrado por el propio monumento, la plaza de la República y el Museo Nacional de la Revolución. Se localiza en la Colonia Tabacalera de la alcaldía Cuauhtémoc, cerca del centro histórico de la Ciudad de México.

## Historia
En 1897, el presidente Porfirio Díaz lanzó una convocatoria para la construcción de un Palacio Legislativo, mismo que albergaría además de las cámaras de senadores y diputados, dependencias de gobierno y oficinas. No resultó ganador del primer lugar ninguno de los participantes, y tras abundantes escándalos y conflictos por dicho concurso, el gobierno del presidente Díaz designó al arquitecto francés Émile Bénard como el encargado de diseñar y edificar un fastuoso recinto para los diputados y senadores, mas este arquitecto nunca vio su sueño materializado, ya que la obra fue cancelada tras el derrocamiento de Díaz por la Guerra de la Revolución Mexicana. La realización de este proyecto, de haberse construido, tendría mayores dimensiones que el Capitolio de Washington D. C. El sitio elegido para la edificación fueron unos terrenos pantanosos cerca de la colonia Tabacalera y del paseo de la Reforma.

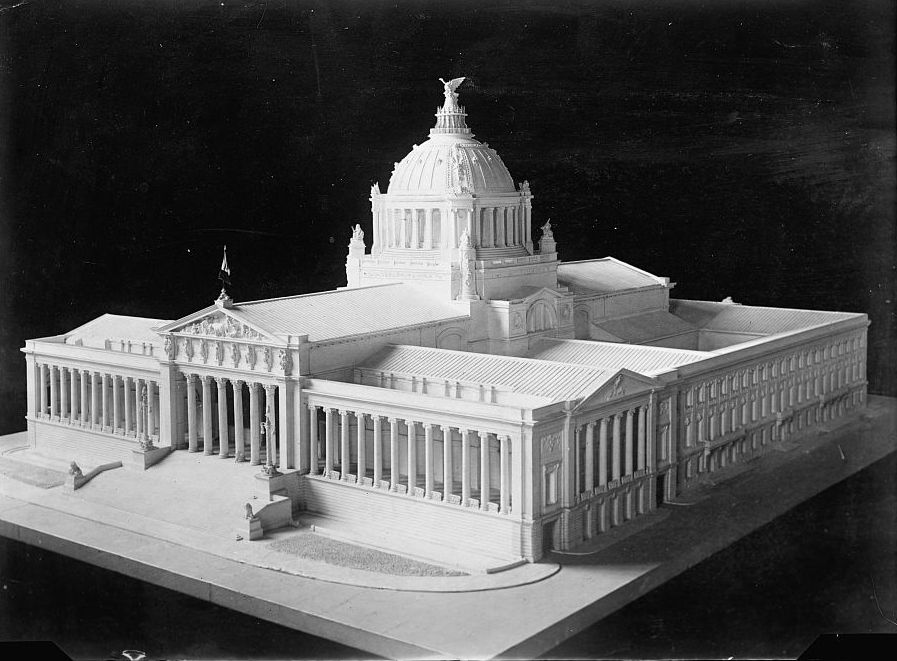
Maqueta del Proyecto de Palacio Legislativo, cuya estructura sería usada para elaborar el monumento.

La primera piedra para la construcción del Palacio Legislativo Federal fue puesta por el presidente Porfirio Díaz el 23 de septiembre de 1910 como parte de los festejos del Centenario de la Independencia de México. Debido a los retos que suponía la cimentación del edificio en un terreno inestable la estructura metálica se construyó sobre una cama de 17 000 pilotes, la estructura metálica fue hecha de acero por Miliken Bros, en Estados Unidos.
La construcción se detuvo ante el inicio de la Revolución Mexicana. El gobierno del nuevo presidente Francisco I. Madero una vez en el poder continuó con las obras, pero tras su fallecimiento finalmente se interrumpió la construcción. Años después de abandono, la estructura de acero quedó abandonada y en permanente desgaste. Émile Bénard volvería a México para intentar dar vida a su proyecto en 1922 proponiendo un monumento a los grandes hombres de la lucha de la revolución, llamándole Panteón a los Héroes. El presidente electo Álvaro Obregón aceptó su proyecto, pero fue asesinado en 1928, un año después falleció el arquitecto Bénard.

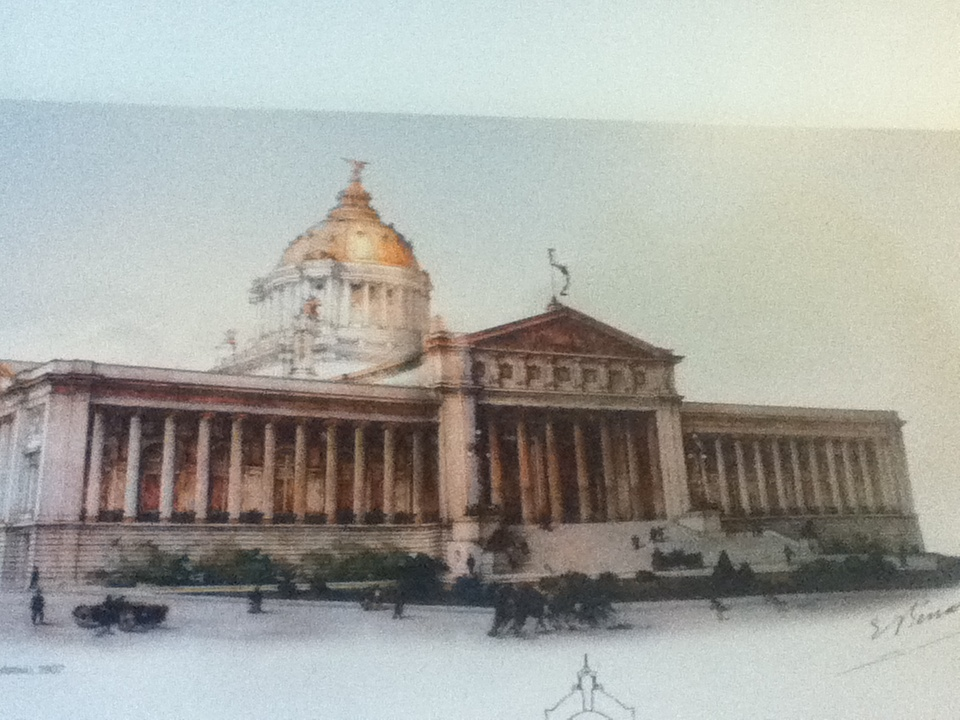
Imagen que ilustraba en color el aspecto planeado para el proyecto final del Palacio Legislativo.

La estructura deteriorada se comenzó a desmantelar para usar el material en vías férreas, pero en 1933, cuando el arquitecto Carlos Obregón Santacilia pasaba por el lugar, vio que la estructura central de lo que iba a ser la (Sala de los Pasos Perdidos) del palacio, estaba en perfectas condiciones, por lo que sugirió al Ingeniero Alberto J. Pani aprovechar la única parte aprovechable del malogrado palacio para honrar a la entonces recién concluida Revolución mexicana. El propio arquitecto Obregón Santacilia creció cerca del monumento, en la calle de Vallarta, por lo que conocía a pleno el terreno.
Carlos Obregón Santacilia había realizado previamente obras como las oficinas del Banco de México entre 1925 y 1926 y la Secretaría de Salud, de 1926 y 1929, ambas en la Ciudad de México. Por ello tenía acceso a la presentación de ideas de obras públicas, pero esta propuesta inicialmente fue rechazada por Pani, quien tenía una idea previa de hacer un monumento a la revolución. Dicha propuesta fue aceptada luego de que Pani consiguió convencer a Plutarco Elías Calles de involucrarse en el proyecto y convencer al presidente Abelardo Rodríguez.
La adaptación de la estructura de la Sala de Pasos Perdidos en Monumento a la Revolución Mexicana abarcó de 1933 a 1938. Entre los cambios que se realizaron fue recubrir la cúpula con láminas de cobre y remover el águila que remataba la linternilla de la cúpula monumental, que se trasladó al actual Monumento a La Raza al norte de la ciudad. Obregón Santacilia dio un estilo sobrio art déco vigente en esa época, con un contraste notorio entre las piedras usadas de cantera de color claro y piedra volcánica negra. Otros elementos alineados a este estilo son las 18 lámparas reflectoras que circundan a la plaza de la República, y las 4 astas banderas de ese mismo estilo, así como los grupos escultóricos «La Independencia», «Las Leyes de Reforma», «Las Leyes Agrarias» y «Las Leyes Obreras» y las águilas diseñadas y ejecutadas por el escultor mexicano Oliverio Martínez de Hoyos, y las lámparas del mismo monumento.
El Monumento a la Revolución a cien años de ser inaugurada su construcción, con una inversión estimada en 360 millones de pesos para su remodelación, el 20 de noviembre de 2010, se reinauguró como parte de los festejos del Centenario de la Revolución. Conservando su arquitectura original, han sido renovados el Museo Nacional de la Revolución, el mausoleo, se rehabilitó la fuente adyacente y además fueron restaurados desde la piedra hasta el cobre. Consta de un elevador transparente en el centro, que lleva al mirador que ha sido reabierto al público.

### Mausoleo
El 4 de febrero de 1936 se emitió un decreto que otorgaba al monumento la función de recinto funerario. Para este fin, se adaptaron criptas en las columnas donde permanecerían los restos de Venustiano Carranza que fueron trasladados en 1942 del Panteón Civil de Dolores, con motivo de la ceremonia de conmemoración del inicio de la Revolución Mexicana, a este su nuevo lugar.
Los restos fúnebres de Francisco I. Madero fueron traídos del Panteón Francés el 20 de noviembre de 1960. Los de Plutarco Elías Calles, que estaban en el Panteón Civil de Dolores, fueron traídos nueve años más tarde en 1969.
Por lo que respecta a los de Lázaro Cárdenas, han permanecido ahí desde su fallecimiento el 19 de octubre de 1970, en tanto que los últimos que fueron depositados han sido los de Francisco Villa que fueron trasladados desde el Panteón Civil de Hidalgo del Parral, Chihuahua en 1976 y depositados durante la ceremonia anual conmemorativa del movimiento revolucionario; por el momento ya no se planea hacer otra tumba.

## Rasgos arquitectónicos

### Cimentación

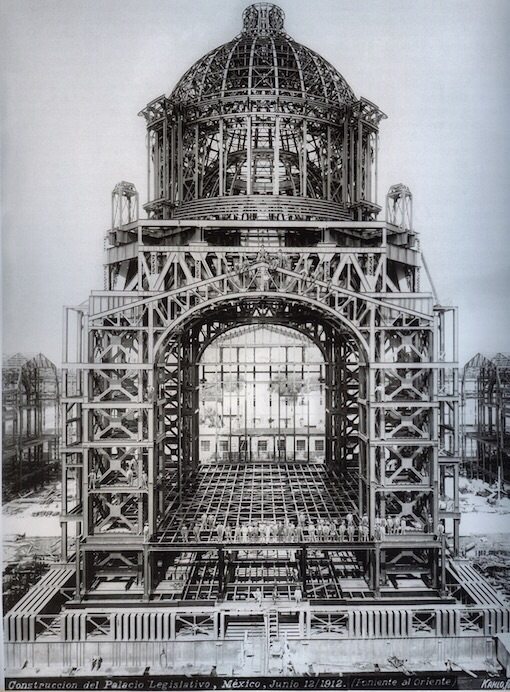
Fotografía de Guillermo Kahlo. Construcción del Palacio Legislativo, México, 12 de junio de 1912 (poniente al oriente).

La estructura del Monumento a la Revolución está construida sobre una cama de 17 mil pilotes sobre los que se colocaron las grandes vigas de acero que sostienen al edificio.

### Cuerpo inferior
Contiene arcos que rematan en una cúpula que constituyen a la base del monumento. En cada una de las cuatro columnas se conservan los restos de Francisco I. Madero, Venustiano Carranza, Francisco Villa, Plutarco Elías Calles y Lázaro Cárdenas. En el interior de estas columnas existen escaleras para ascender al monumento e incluso una de las columnas conserva el llamado Elevador presidencial, un ascensor que sube a la primera y segunda cúpulas.

### Doble cúpula
El monumento está rematado por una doble cúpula, sostenida por cuatro arcos a una altura de 26 m. La interior está recubierta de cantera, y la exterior de cobre patinado. Una doble escalera helicoidal rodea la primera cúpula de cantera que tiene como remate un deambulatorio por el cual es posible acceder a una terraza que funciona como un mirador interno. En la actualidad se puede llegar a este punto a través del elevador panorámico instalado en 2010, año en que también fueron instalados telescopios en esta área. Entre el mirador y el deambulatorio bajando por la escalera elicoidal se accede a las aspilleras de ocho metros de altura que permiten el paso de la luz hacia el interior de la cúpula.
La terraza es un mirador en el cual se puede observar la Ciudad de México y apreciar cercanamente las cuatro esculturas del escultor mexicano Oliverio Martínez que descansan en las pechinas del monumento. Este mirador permaneció abierto durante tres décadas y fue reabierto en 2010. La segunda cúpula en su parte inferior está revestida de cobre patinado, y puede verse desde el deambulatorio. Entre esta parte inferior y la exterior hay una estructura de acero hecha en Estados Unidos, con 29 costillas que sostienen 600 paneles de cobre que fueron martillados a mano y son desmontables. Al interior de esta estructura hay un elevador curvo de estilo art déco, que permitía el acceso hasta la linternilla. Dicha estructura metálica tiene adicionalmente un anillo de compresión que sirve como compresor del sistema constructivo de la cúpula.

### Esculturas
El escultor Oliverio Martínez creó cuatro esculturas para las pechinas del nuevo monumento en un estilo armónico al estilo art decó de la nueva estructura. De volúmenes recios y de diez metros de altura, las esculturas están influenciadas por el nacionalismo y el espíritu de la época que buscaba destacar los logros y la consolidación de México tras la Revolución. La opinión del historiador Justino Fernández es que las esculturas pueden verse a distancia «y son arquitectónicas también».
La convocatoria a la edificación de las esculturas fue hecha por Carlos Obregón Santacilia el 12 de septiembre de 1933. Se indicó en el documento que las esculturas debían representar dos procesos sociales, la Independencia y las Leyes de Reforma, así como dos logros revolucionarios, las leyes agrarias y las leyes obreras. Asimismo, no deberían representar a ningún personaje en lo particular.
De las 40 propuestas presentadas, fueron finalistas dos propuestas, Fernando Leal y Oliverio Martínez, decidiéndose el comité elector por la propuesta de Martínez.
| Imagen | Nombre                 | Descripción | Ubicación            |
|        | «La independencia»     | Al centro tiene una escultura de una mujer que representa la patria. A su izquierda un personaje sostiene una cadena que representa el dominio español en la Colonia y a su derecha una madre que sostiene a su hijo representando a la familia.     | Pechina sur-oriente  |
|        | «Las Leyes de Reforma» | Al centro tiene una escultura de una mujer con una espada dirigida hacia el suelo. A su izquierda y derecha, dos personajes sostienen libros que representan las leyes de Reforma.                                                                   | Pechina nor-oriente  |
|        | «Las leyes agrarias»   | Al centro tiene una escultura de un campesino sosteniendo con una mano una hoz y en otra un título de propiedad. Debajo suyo están las esculturas de una familia, en donde la figura masculina, que tiene un sombrero en el suelo, les lee un libro. | Pechina sur-poniente |
|        | «Las leyes obreras»    | Tres figuras masculinas, la del centro tiene en cada mano una rueda dentada, debajo suyo un obrero y un campesino que se saludan y portan los símbolos de hoz y martillo.                                                                            | Pechina nor-poniente |

### Elevador presidencial

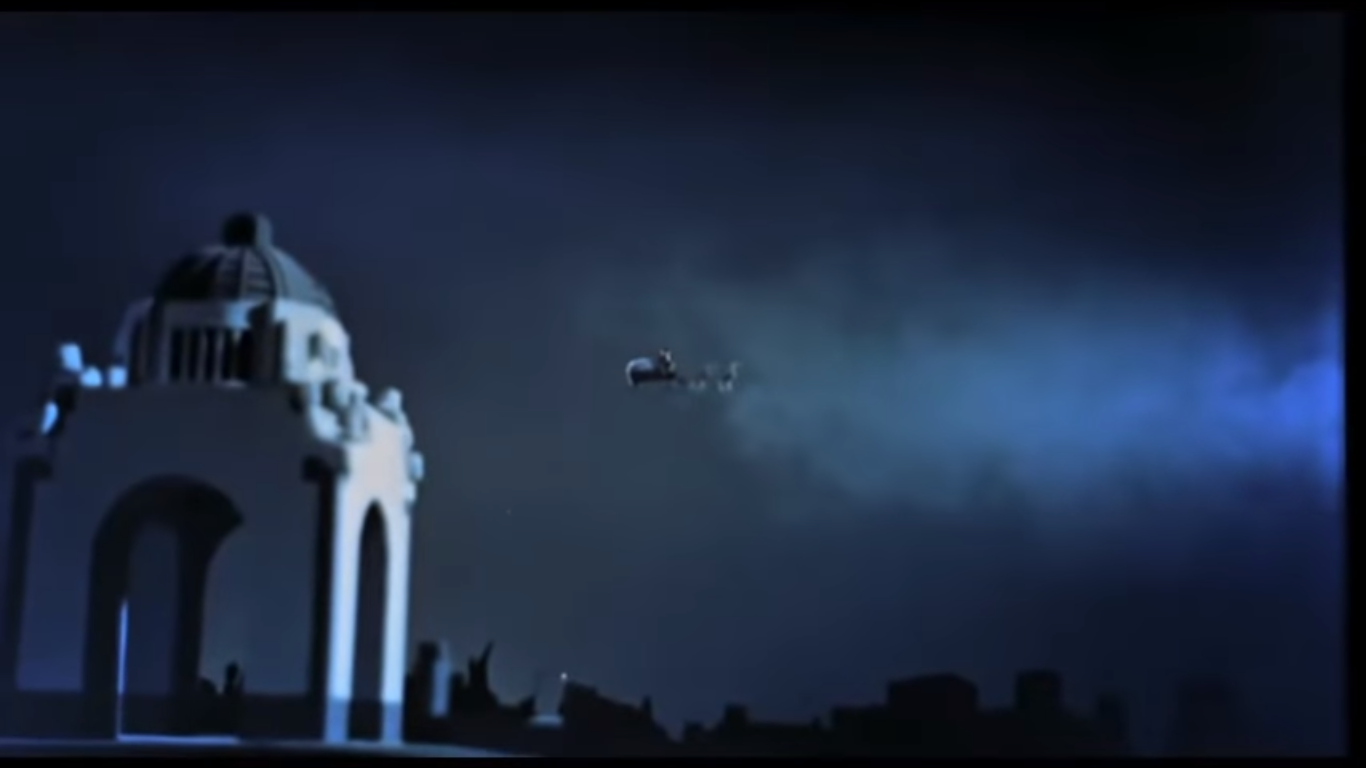
Escena de la película Santa Claus (1959) donde se aprecia lo que parece ser una maqueta del Monumento.

Este elevador comenzaba su trayecto a la altura de la plaza y terminaba en la parte superior de una de las columnas del Monumento llegando hasta el salón Presidencial.

### Elevador curvo
Construido por la empresa Otis, comenzaba su trayectoria en la parte superior de la escalera presidencial y hacía dos paradas, la primera en el nivel del mirador exterior y la segunda en el nivel de aspilleras para después realizar un trayecto curvo por la estructura de acero entre las dos cúpulas de cobre rodando sobre una serie de rodillos de madera, hasta llegar a la parte más alta que conduce a la linternilla

### Linternilla
Es el remate del monumento. En el proyecto original de Obregón Santacilia tenía como objetivo fungir como faro para la urbe con un enorme haz de luz. Puede observarse en este punto la abolladura de un rayo que cayó en el monumento cuando éste no tenía pararrayos. Desde este punto Juan O'Gorman tomó la perspectiva para su obra La ciudad de México de 1949.

## Museo Nacional de la Revolución

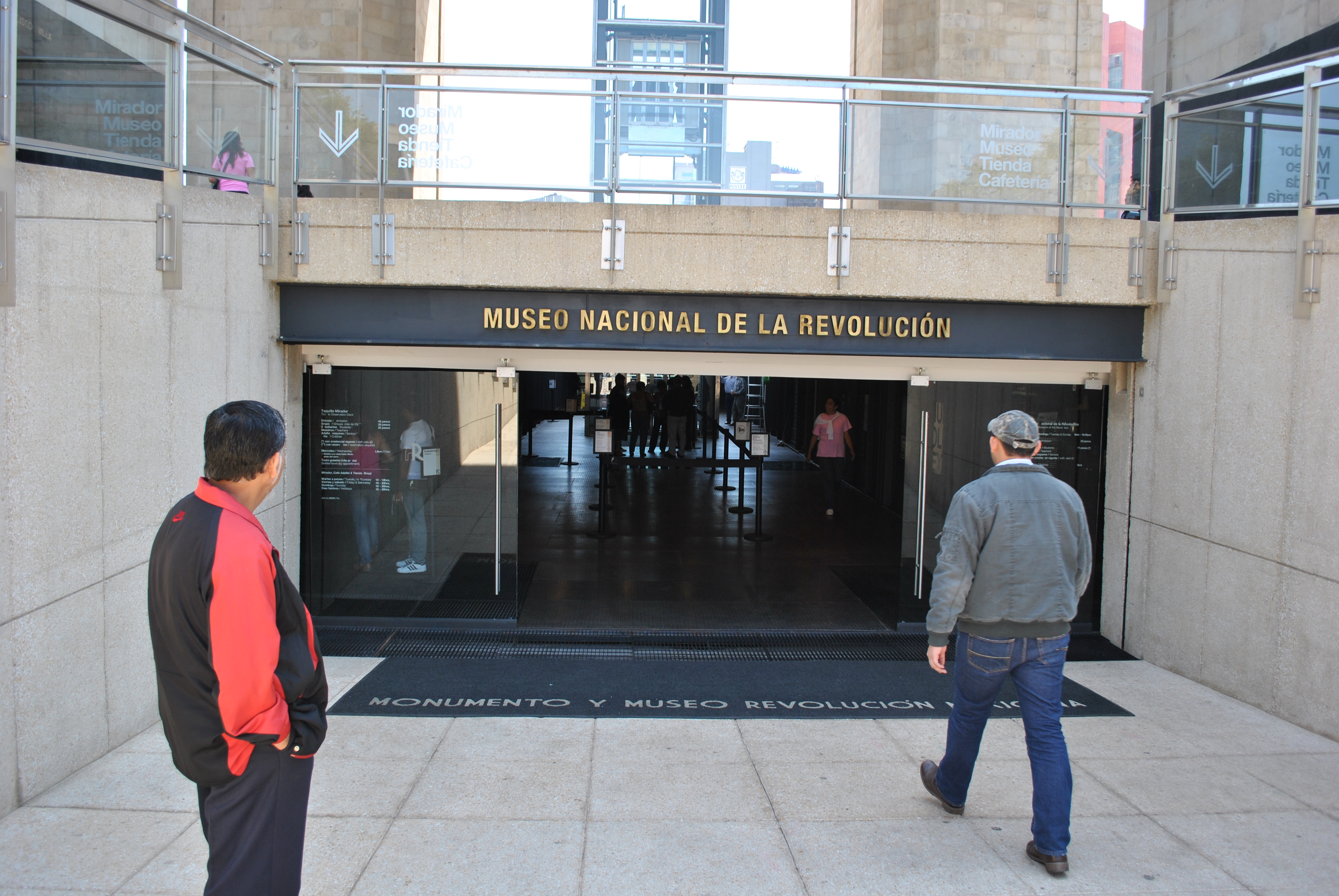
Entrada al museo.

En el sótano del monumento se encuentra el Museo Nacional de la Revolución, fue inaugurado el 20 de noviembre de 1986. El museo se enfoca a mostrar la historia de México, tiene como exposición Permanente "Sesenta y tres años en la historia de México 1857-1920"
que abarca desde la promulgación de la Constitución de 1857 hasta la Presidencia de Venustiano Carranza, enfocándose en el periodo revolucionario.
Con una inversión de 65 millones de pesos, reabren el Museo Nacional de la Revolución, por medio de la secretaría de Desarrollo Urbano y Vivienda en conjunto con la autoridad del espacio público capitalino, ampliaron mil 325 m cuadrados el espacio del Museo Nacional de la Revolución. Su remodelación incluye tres secciones: Museo del Sitio, la nueva exposición permanente y una sala para exposiciones temporales. En el Museo del Sitio, se puede apreciar las etapas constructivas de lo que sería el Palacio Legislativo y terminó siendo el Monumento a la Revolución. La exposición permanente cuenta con más de 400 piezas que recorren la historia desde el periodo de la Reforma hasta el Cardenismo, contando con insignias, indumentarias, banderas y documentos oficiales que constatan el legado histórico del periodo revolucionario.
Así mismo, está dividida en ocho etapas como son la consolidación del Estado mexicano, el Porfiriato, la Revolución Democrática, la Guerra Civil, la Constitución, entre otras. Además en la nueva museografía se rinde homenaje a La Bola, personajes anónimos que participaron en el movimiento armado, caracterizados en esculturas que dan la bienvenida al museo.
El museo permite la inclusión a sus actividades a personas con alguna discapacidad, debido a que el acceso a él no se presenta como una limitante, sino que cuenta en sus instalaciones accesos disponibles hacia su vestíbulo y primer nivel, a través de su ascensor escénico.
Ubicado en el sótano de la Plaza de la República ubicada en la colonia Tabacalera, el Museo Nacional de la Revolución.
Los horarios de acceso al museo son: martes a jueves 12:00 - 20:00 h / viernes y sábado 12:00 - 22:00 h / domingo 10:00 - 20:00 h.

## Plaza de la República

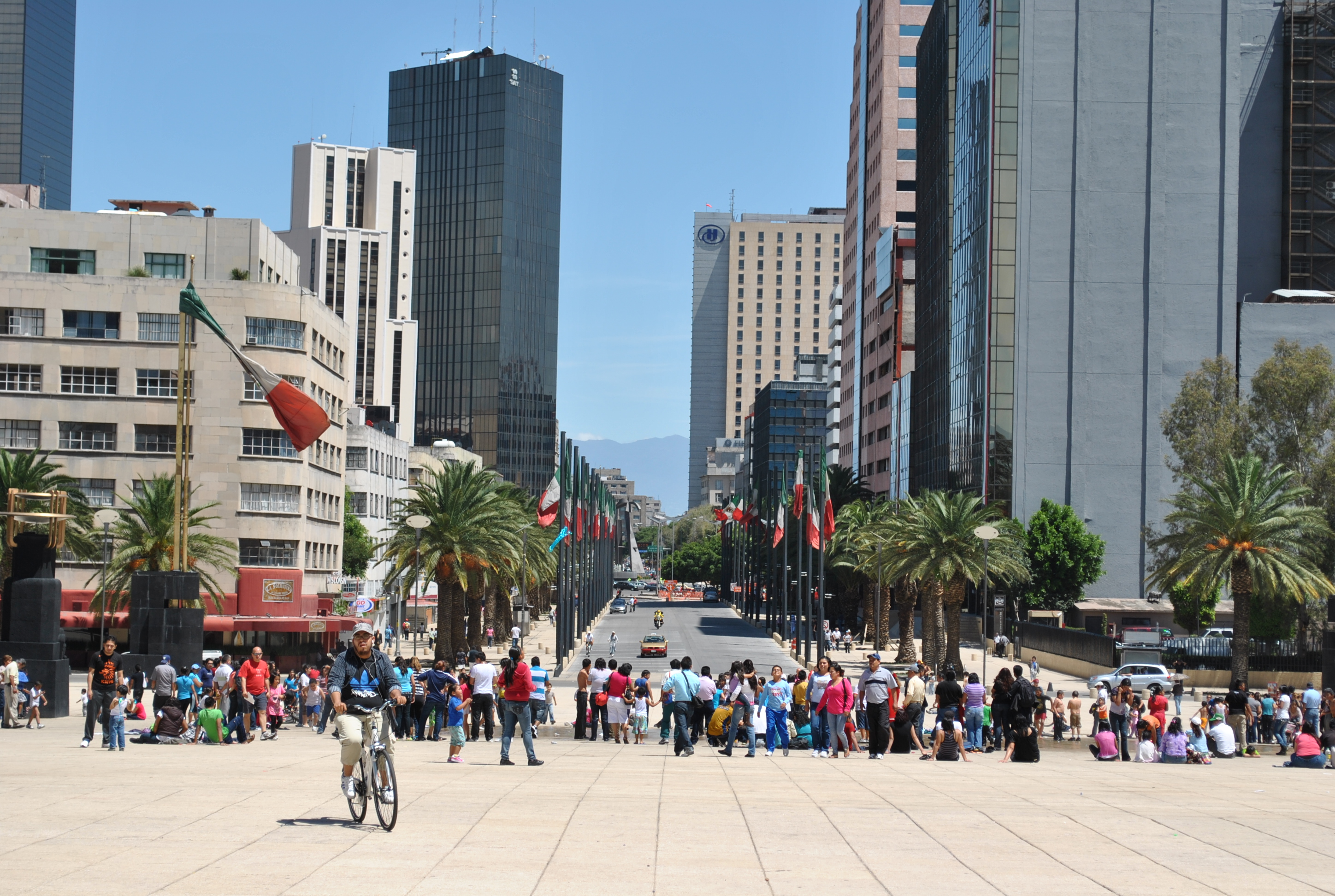
Plaza de la República

En la actualidad, en el monumento y en el gran espacio abierto que lo rodea, la llamada plaza de la República, se realizan distintas actividades culturales entre las que destaca elt, uno de los festivales de música electrónica y arte multimedia más importantes del continente americano que en 2003 reunió a casi 200 000 personas.
La Plaza de la República es un espacio público, ubicado entre las calles de Valentín Gómez Farías, José María Lafragua e Ignacio Ramírez así como la avenida de la República, se puede llegar por transporte público en la estación del Metrobús homónima, o por metro en la línea 2 en la estación Revolución caminado un par de cuadras; tras su reinauguración en el 2010, por los festejos del centenario de la revolución mexicana, se ha transformado en un espacio urbano para el esparcimiento, la cultura y sus manifestaciones artísticas, en donde el embellecimiento y las propuestas culinarias de la zona, ofrecen a los visitantes 80 mil metros cuadrados para los peatones, logrando así resaltar su vegetación e iluminación peatonal.
Encumbrado por el Monumento a la Revolución, se ve revitalizado por un elevador que conduce a la cúpula del monumento, para observar una vista panorámica de la urbe metropolitana, al por subir los 57 m que conducen a la cumbre, su horario es de 10 a 17 horas.
Otro atractivo son las recientes fuentes colocadas en la explanada que ofrecen un espectáculo de luces y movimientos, que lanzan sus chorros al ritmo de la música, cuyo atractivo dura aproximadamente 20 minutos, generando en el horario nocturno mayores expectativas y atractivos visuales combinados con la iluminación del Monumento a la Revolución, las fuentes son creación de Ecofenix Fuentes y cuentan con 100 chorros de agua verticales y 100 pulverizadores que no solo son un gran espectáculo visual por ser una fuente digital musicalizada, sino también un espacio de juego para las personas que busquen divertirse en un día caluroso. Y por las tardes es utilizada como un centro recreativo acuático, ya que sin necesidad de usar traje de baño corren entre los chorros de agua las personas mientras transcurren los 20 minutos que hora tras hora brindan diversión a niños y adultos por igual.
El 4 de diciembre de 2011 la cantante estadounidense Britney Spears dio un concierto gratuito en la plaza de la República ante más de 80 000 personas como parte de su gira mundial Femme Fatale.